# Jacqueline Cochran
Jacqueline Cochran (née Bessie Lee ("Jackie") Pittman) (Pensacola (Florida), 11 mei 1906 – Indio (Californië), 9 augustus 1980) was een Amerikaanse pilote met verschillende records op haar naam. Zij was ook de eerste vrouw die sneller dan het geluid vloog.

## Biografie
Cochran werd geboren in Florida in een arm gezin waar zij de jongste van vijf kinderen was. Het gezin had een nomadisch bestaan en verhuisde naar Georgia toen Cochran 8 jaar oud was, hier zou zij later in een katoenfabriek gaan werken. Cochran groeide niet volledig bij haar ouders op, zij heeft ook enige tijd bij een zeer arm pleeggezin gewoond. Op 7-jarige leeftijd moest ze koken en schoonmaken, en af en toe was ze ook als verloskundige actief. Toen ze 10 jaar was, begon ze met werken in een schoonheidssalon. In deze salon leerde zij snel het vak en werd zij expert in het zetten van permanenten met de (toen) nieuwe machines. Ze volgde een opleiding tot verpleegkundige en verkreeg een baan bij een dokterspraktijk in Bonifay, Florida. Ze trouwde op 14-jarige leeftijd met Robert Cochran en een jaar later kregen zij een zoon Robert Junior. Hij overleed in 1925 en het stel ging twee jaar later uit elkaar. Omdat zij schoonheidsspecialist was besloot ze een carrière in dat vak na te streven. Hierop verhuisde Cochran naar Montgomery in Alabama, later naar Pensacola in Florida en in 1931 naar de stad New York. Hier besloot zij ook om de voornaam Jacqueline aan te nemen. Cochran ging voor een schoonheidssalon werken met vestigingen in onder andere New York en Miami. ’s Zomers werkte ze in de salon in New York en 's winters in de salon in Miami.
Tijdens een feestelijk diner met een aantal van haar klanten van de salon in Miami, ontmoette ze de industrieel Floyd Odlum. Hij zag in Cochran een harde zelfverzekerde, maar toch kwetsbare vrouw. Vanwege de economische crisis gaf hij haar het advies om niet in haar eigen zaak, ze startte het cosmetisch bedrijf "Jacqueline Cochran Cosmetics" in 1931, te investeren, maar om te leren vliegen. Drie weken na haar eerste vliegles, in 1931, behaalde zij haar vliegbrevet. Dit deed zij, terwijl zij niet goed heeft leren lezen en schrijven. Zij wist haar examinatoren vaak te overtuigen om de schriftelijke examens mondeling af te mogen leggen. Pas na het behalen van haar brevet kon zij zich verder bekwamen in onder andere het navigeren, ze leerde tijdens haar eerste solovlucht met een kompas om te gaan. Het vliegtuig dat ze gebruikte had ze geleend van M.E. Grevenberg. Tijdens een tussenstop vroeg ze aan de luchthavenbediende in welke richting Montreal ligt. De luchthavenbediende was stomverbaasd toen bleek dat Cochran geen richting wist en ook geen kompas kon lezen. Hij liep weg en liet Cochran achter. Even later keerde hij terug met een groep mannen, die samen het vliegtuig rond begonnen te duwen en zo aan Cochran lieten zien hoe een kompas werkt. Ze vroeg ook naar herkenningspunten op de route naar Montreal, dit bleken volgens de luchthavenbediende twee silo's te zijn. Deze twee silo’s wist zij inderdaad te passeren bij haar vlucht naar Montreal. Op het vliegveld in de Canadese stad aangekomen ontmoette zij Grevenberg opnieuw. Hij was zo onder de indruk van haar vliegkunsten, dat hij voor de terugweg in het vliegtuig bij Cochran stapte. Na een vlucht door de mist besloot ze dat ze blind moest leren te vliegen, dus op alleen instrumenten.
Omdat zij in de jaren na het behalen van haar brevet zichzelf bekwaamde in het lezen van de instrumenten en het navigeren, kon zij in 1934 meedoen aan de MacRobertson Air Race. Deze wedstrijd ging van Londen naar Melbourne. Ze vloog in een Gee Bee R1, een lastig vliegtuig om te besturen. Volgens Cochran was zij samen met Jimmy Doolittle twee van de weinige piloten die met het toestel vlogen en konden navertellen. Cochran haalde door technische problemen de finish niet en moest in Boekarest haar race beëindigen. In 1935 deed zij voor het eerst mee aan de Bendix Transcontinental Air Race, een vliegrace van de Oostkust van de VS naar de Westkust. Ze haalde als eerste vrouw de finish en als derde piloot. In dit jaar deed ook Amelia Earhart mee. Cochran werd in 1937 derde en het jaar erop won ze de Bendix Trophy. Tijdens deze race heeft ze twee records gebroken: ze vestigde de snelste transcontinentale tijd en ze brak verschillende hoogterecords. Als ze niet aan een wedstrijd meedeed, dan vloog ze vaak voor haar eigen bedrijf door het hele land. Zij gebruikte ook de slogan "Wings to Beauty".
Door haar werk in de schoonheidszorg had Cochran verschillende beroemdheden leren kennen. Een van hen was Eleanor Roosevelt. Zij schreef Roosevelt naar aanleiding van de aanval van Nazi-Duitsland op Polen op 27 september 1939, met de vraag of zij vragen of vrouwen een rol in verdediging van de Verenigde Staten zouden kunnen krijgen als vliegeniers op transportvluchten, ambulances, etc. Politici  hadden geen oren voor het verzoek dat vrouwen ook deel wilden nemen aan de oorlog, net zoals vrouwen in Frankrijk, Duitsland en Engeland dat ook al deden. Omdat de VS geen vrouwen uit wilde zenden, besloot Cochran aan het begin van de Tweede Wereldoorlog zelf naar Europa te vliegen. Zij vloog als eerste vrouwelijke piloot een bommenwerper naar het Verenigd Koninkrijk. Aldaar trainde zij samen met 25 andere pilotes de Britse vrouwen, onder auspiciën van de ATA, zodat zij transportvluchten zouden kunnen uitvoeren voor het Britse leger. Ongeveer vier maanden na aankomst keerde ze terug naar de VS, omdat daar inmiddels een vergelijkbaar programma was opgezet voor de Army Air Forces. Bij de Women’s Flying Training Detachment kregen vrouwelijke civiele piloten training om de gaten op te kunnen vullen die de mannen die moesten vechten achter zouden laten. De vrouwen kregen training van militaire instructeurs op het vliegveld Avenger Field nabij de Texaanse plaats Sweetwater. Tegelijkertijd werd ook de Womens Auxiliary Ferry Squadron opgericht. Nancy Love werd daar de directeur van. Cochran leidde de Womens Flying Training Detachment. In 1943 werd zij benoemd tot directeur van de Women Airforce Service Pilots, hier zouden uiteindelijk 25.000 vrouwen lid van worden. De WASP was ontstaan uit een fusie tussen de WFTD en de WAFS (Women's Auxiliary Ferry Squadron). Tussen 1943 en 1944 vlogen 1047 vrouwen ruim 96 miljoen kilometer om vliegtuigen, personeel en dergelijke naar andere plekken te brengen. In 1944 zou de WASP opgeheven worden, om op te gaan in de Women's Army Auxiliary Corps, een onderdeel van de Air Force. In 1945 mocht ze als eerste vrouwelijke burger de Distinguished Service Medal in ontvangst nemen. In 1948 werd zij gepromoveerd tot luitenant-kolonel in de Air Force Reserve. Doordat Cochran ook met straaljagers leerde vliegen, zij vloog onder meer met de North American F-86 Sabre, is zij de eerste vrouw die de geluidsbarrière heeft doorbroken. Hoewel dit 6 jaar na Chuck Yeager was, behaalde zij hier wel internationaal het nieuws mee. In 1953 wist zij verschillende snelheidsrecords te vestigen, onder andere op 15, 100 en 500 km lange parcoursen. Omdat zij als vrouw geen gebruik mocht maken van militaire vliegtuigen vloog zij in een geleende Canadair F-86 Sabre. Haar coach was majoor Chuck Yeager, de man die als eerste door de geluidsbarrière wist te breken. In de jaren volgend, zouden Cochran en de Franse Jacqueline Auriol elkaar afwisselend van de troon stoten met het behalen van records. Later behaalde zij een hoogterecord van 16.842 meter. In ditzelfde jaar, 1961, verbrak zij in een Northrop T-38 acht snelheid, hoogte en afstandsrecords. Drie jaar later, in 1964, behaalde zij het snelheidsrecord voor vrouwen met een snelheid van 2.300 km/h. Zij vestigde dit record in een F-104G Super Star. Ze werd in 1969 gepromoveerd tot kolonel, het jaar erop ging ze met pensioen. Ze trad daarna in dienst als consultant bij de NASA. Van 1959 tot en met 1963 was Cochran de eerste vrouwelijke voorzitter van de Fédération Aéronautique Internationale. In mei 1964 vloog ze met een Lockheed F-104G Starfighter met mach 2. In 1965 werd zij opgenomen in de International Aerospace Hall of Fame, zes jaar later werd zij opgenomen in de U.S. Aviation Hall of Fame. De WASP kreeg pas in 1977 officieel, en met terugwerkende kracht, de militaire status.

## Jacqueline Cochran Cosmetics
Cochran richtte het bedrijf op in 1931 en hoewel Floyd Odlum had aangegeven dat ze beter in het vliegen dan in het cosmeticabedrijf kon investeren, heeft hij haar toch financieel bijgestaan. Het bedrijf van Cochran groeide uit tot een van de beste kappers in New York stad. De verkochte cosmetica werden vooral ontworpen voor Cochran. Hierdoor hadden de producten waren dus zo gemaakt dat ze tijdens reizen gebruikt konden worden. Cochran gebruikte haar eigen producten veelvuldig en zij stond er dan bij journalisten ook om bekend dat ze vlak na een landing eerst zichzelf nog opmaakte of haar make-up bijwerkte en daarna pas aan de interviews zou beginnen. Het overleefde de crisis van de jaren 1930 en kreeg vestigingen in Chicago, Los Angeles en aan Fifth Avenue in New York. Ze verkocht het bedrijf in 1963.

## Privé
Cochran werkte in haar jeugd 's zomers in de salon in New York en 's winters in die salon in Miami. Bij een diner van de salon in Miami leerde zij haar latere man Floyd Odlum kennen. Ook hij groeide op in een arm gezien, maar in tegenstelling tot Cochrum had Odlum wel een fortuin weten te verkrijgen. Gedurende de Beurskrach van 1929 wist Odlum miljoenen te verdienen. Cochran heeft tijdens het diner tegen Odlum gezegd dat zij er over dacht om huis-aan-huis schoonheidsproducten te gaan verkopen. Odlum gaf aan dat dat wel wat geld verdient, maar dat vliegenier worden meer zou verdienen. Hierop sloten ze een weddenschap: als Cochran binnen de 6 weken-durende vakantie haar vliegbrevet zou halen, zou Odlum het voor haar betalen. Cochran haalde haar vliegbrevet binnen 3 weken. Zij kregen al snel een vriendschappelijke relatie. In 1933 echter, voelde de twee toch meer voor elkaar en bespraken zij ook of zij de relatie naar een nieuw niveau zouden tillen. Zij trouwden in 1936 en bleven elkaar in ieders eigen werk steunen.
Samen met haar man Floyd Odlum bracht Cochran in 1953 een autobiografie uit. Zij staat zelf als kind afgebeeld op de cover, met om haar heen verschillende vormen van wie zij is als volwassen vrouw.
Cochran overleed in 1980, vier jaar na haar man, op 73-jarige leeftijd aan een hartaanval. Op moment van overlijden had zij als vliegenier (ongeacht geslacht) de meeste snelheids-, afstands- en hoogterecords op haar naam staan. Ook heeft zij haar hele volwassen leven volgehouden dat zij vanaf haar jonge jeugd wees was, terwijl bekend is dat zij haar hele leven juist contact heeft gehouden met haar ouders en broers en zussen. Zij heeft altijd beweerd dat zij haar naam uit een telefoonboek heeft gekozen en dat de naam van haar pleeggezin niet echt bij haar paste.

## Records en eerste keren
Gedurende haar meer dan 30-jarige carrière heeft Jacqueline Cochran een groot aantal records gevestigd en was ook een aantal keren de eerste vrouw. Waaronder:
- In 1935 was zij de eerste vrouw die meedeed aan de Bendix Trophy Race
- In 1937 was zij de eerste vrouw die een "blind instrument landing" maakte
- In 1938 won zij als eerste vrouw voornoemde race
- In 1941 was zij de eerste vrouw die een bommenwerper over de Atlantische Oceaan vloog
- Ze ontving de Harmon Trophy in 1950, toen ze uitgeroepen werd tot Vliegenierster van het Decennium.
- In 1953 was zij de eerste vrouw die door de geluidsbarrière brak
- Van 1962 tot en met 1965 wist zij 73 records te breken.
- In 1964 brak zij opnieuw door een geluidsbarrière, ditmaal met mach 2

## Onderscheidingen

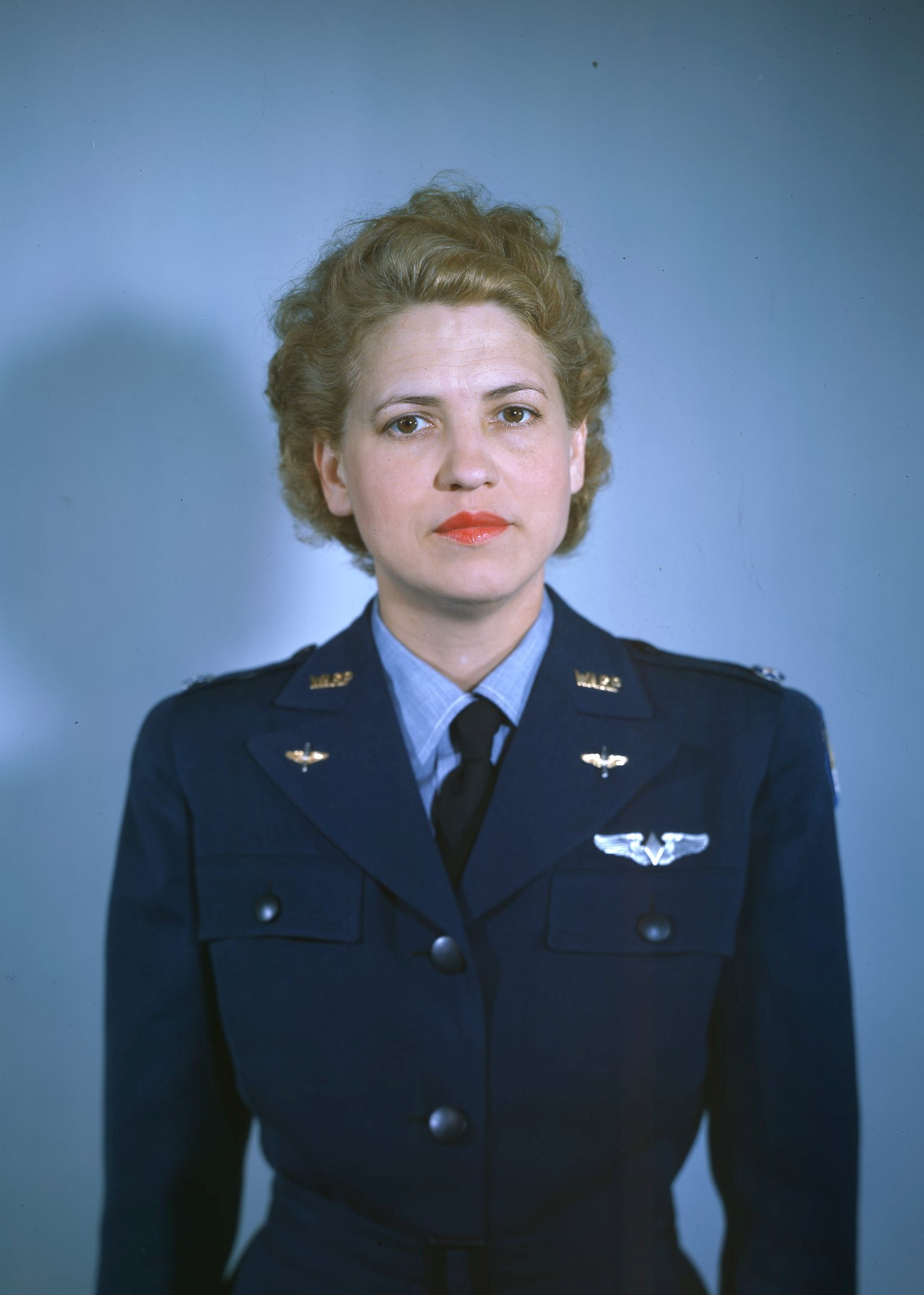
Cochran in uniform van de WASP, circa 1943

Jacqueline Cochran ontving onder andere de volgende onderscheidingen:
| \| \| \| \| \| \| \| \| \| \| \| \| \| \| \| \| | - U.S. Air Force Command Pilot Wings - Women Airforce Service Pilots Badge - Distinguished Service Medal, voor het door haar gegeven leiderschap aan de WASP - Legioen van Verdienste - Distinguished Flying Cross (3 maal), de laatste is met twee eikenbladeren, verkregen voor verbroken records - American Campaign Medal - World War II Victory Medal - National Defense Service Medal met eikenbladeren - Armed Forces Reserve Medal with bronze hour glass - Defensiemedaille - In 1965 werd zij opgenomen in de International Aerospace Hall of Fame - In 1971 werd zij, als eerste nog levende vrouw, opgenomen in de National Aviation Hall of Fame |  |
|                                                 | |  |
|                                                 | |  |
|                                                 | |  |
|                                                 | |  |

## Nalatenschap
- In Riverside County, Californië, ligt het regionale vliegveld Jacqueline Cochran Regional Airport. Het vliegveld draagt deze naam sinds 2004.
- De Northrop T-38 waarmee Cochran acht records verbrak bevindt zich anno 2021 in de collectie van het Smithsonian National Air and Space Museum.[2]
- Vijf jaar na haar overlijden besloot de Internationale Astronomische Unie een krater op Venus, met een diameter van 100 km, naar Cochran te vernoemen